# Johann Ernst Heinsius
Ne doit pas être confondu avec Johann Julius Heinsius.
Johann Ernst Heintze dit « Heinsius », né le 21 mai 1731 à Ilmenau et mort le 18 octobre 1794 à Erfurt, est un portraitiste et miniaturiste allemand. 

## Biographie
Fils ainé de Johann Christian Heintze, qui avait abandonné son métier d’armurier pour devenir peintre, actif à la cour de Rudolstädt, Heinsius fut actif dans plusieurs cours de Thuringe, en particulier celle du duc Charles-Auguste de Saxe-Weimar-Eisenach à Weimar, Heinsius s’est fait un nom durable comme portraitiste. L’un de ses portraits les plus importants est celui de la duchesse Anne-Amélie de Brunswick, réalisé en 1773. Il a aussi réalisé le portrait de Goethe, bien que ses contacts avec le cercle du poète aient été, par ailleurs, assez faibles, hormis la duchesse Anne-Amélie elle-même. Il fut également actif au château de Heidecksburg, où résidaient les princes de Schwarzbourg-Rudolstadt, dont la capitale était située à Rudolstadt, ainsi qu’à la cour d’Hildburghausen, résidence des ducs de Saxe-Hildburghausen, jusqu’en 1769.
Initialement chargé, en 1772, comme peintre de cour, de la direction de la galerie de tableaux Wilhelmsburg à Weimar, l’incendie du château le priva, en 1774, de ce poste. Il ne vivait pas bien à Weimar car la maladie, les dettes et la mauvaise gestion de ses affaires nuisaient à sa famille. En 1781, le duc Charles-Auguste lui ayant donné son congé avec trois ans de traitement, il se rendit à Hambourg où il connut succès, travaillant principalement pour les riches citoyens. Il réalise, à cette époque, le portrait de Johanna Margaretha Sieveking (de).
À son retour à Weimar, trois ans plus tard, les bénéfices réalisés par sa famille étaient déjà épuisés, son dénuement économique persistant ne fut atténué, en 1788, que par un poste de professeur à l’école princière de dessin de Weimar dirigée par Georg Melchior Kraus. Il est mort dans la ville d’électorat d’Erfurt, où il s’était retiré depuis peu.
Il était le frère ainé de Johann Julius Heinsius, également peintre, avec qui il est souvent confondu.

## Galerie

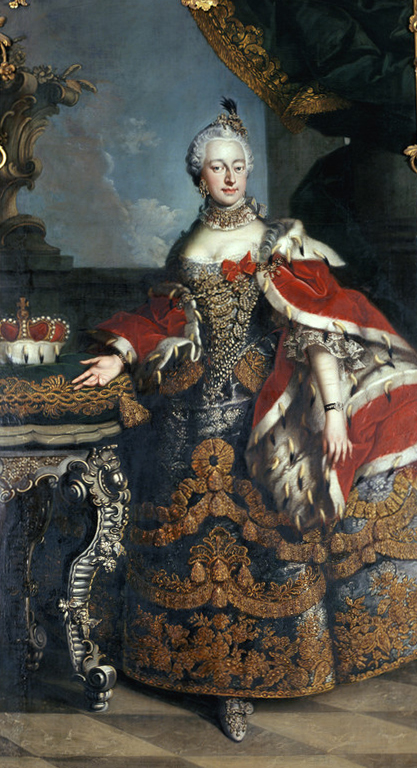
Portrait de la princesse de Schwarzburg-Rudolstadt, huile sur toile, v. 1750.
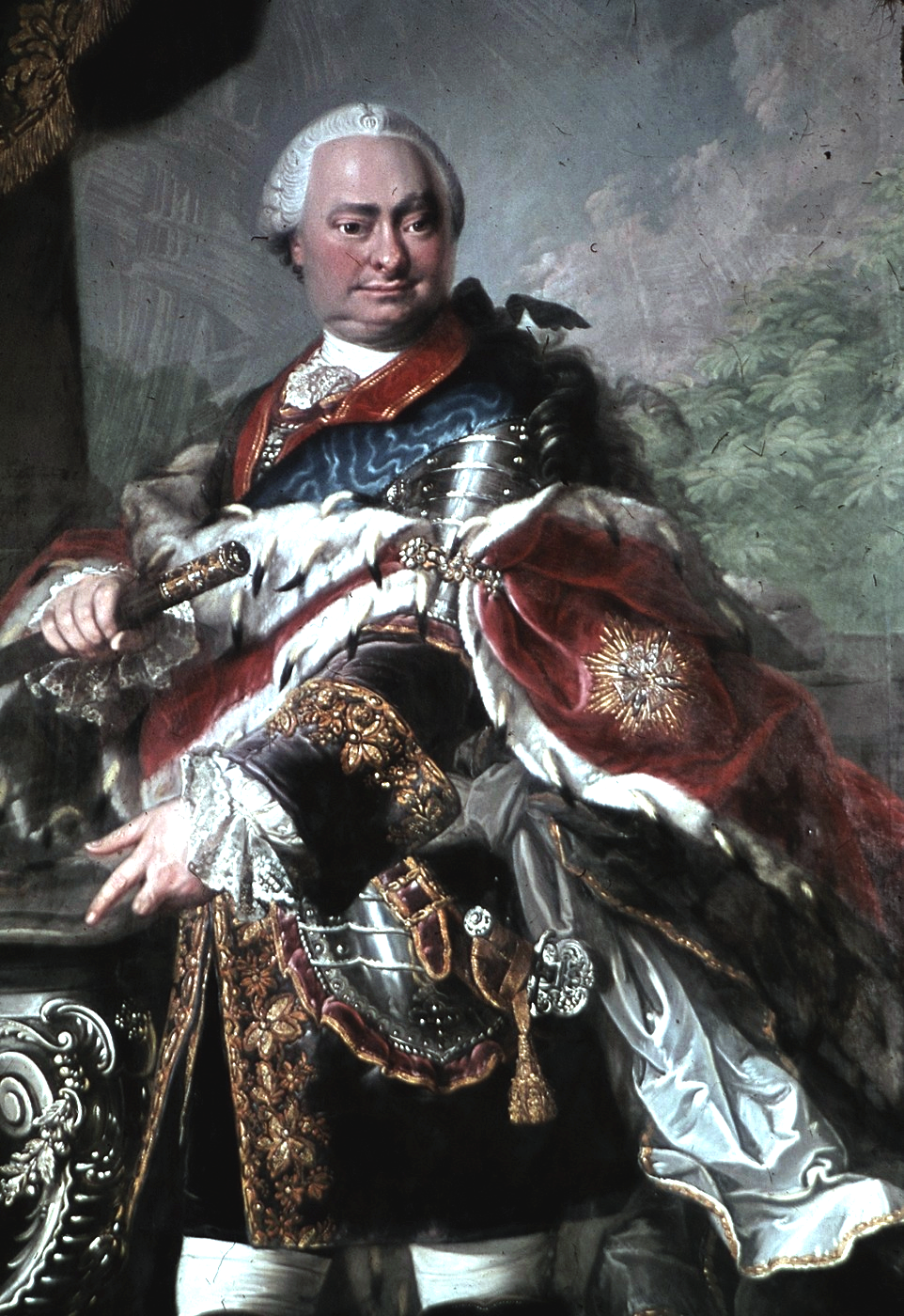
Portrait du prince de Schwarzburg-Rudolstadt, huile sur toile, 1765-1766.
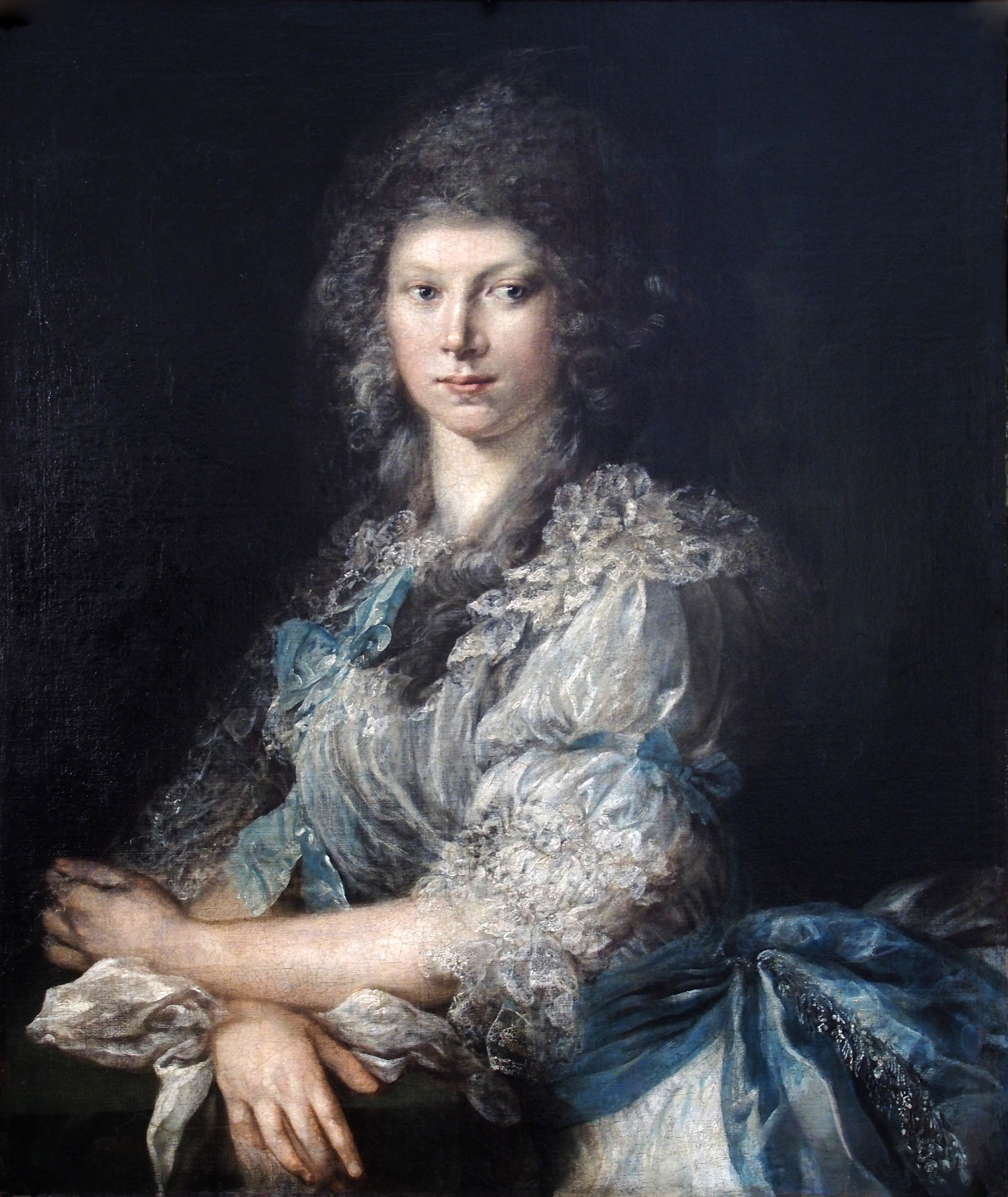
Portrait de la baronne de Werthern, huile sur toile, v. 1750.
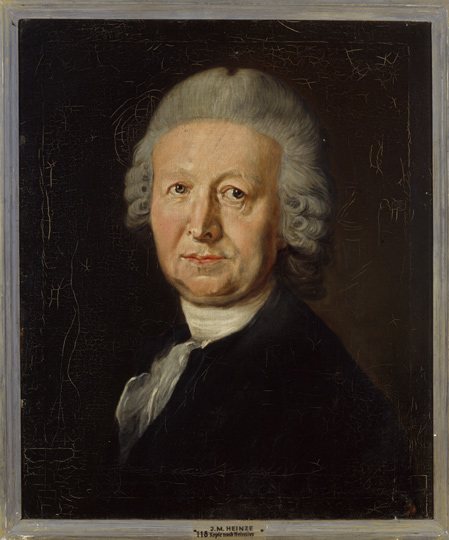
Portrait de Johann Michael Heinze, huile sur toile, 1790.
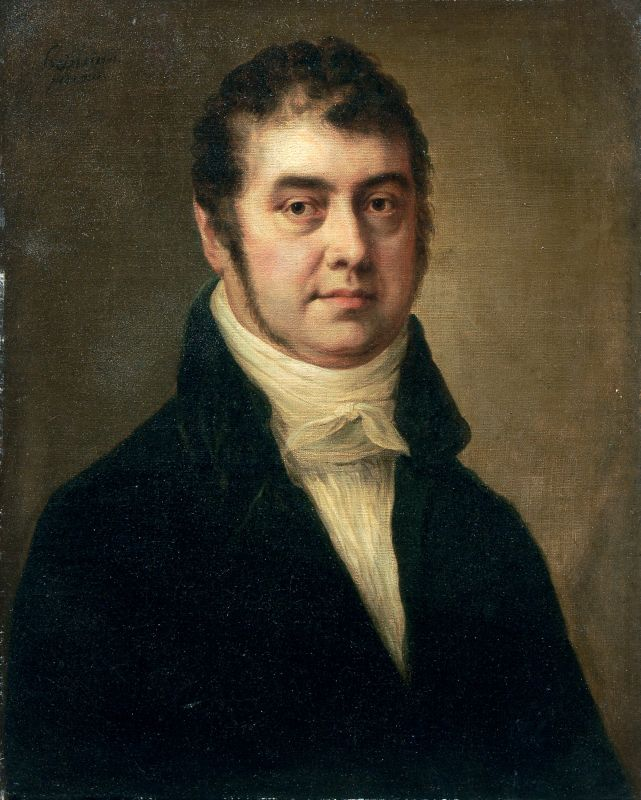
Portrait d’homme, huile sur toile, v. 1790.